# Absurd (singolo)
Absurd è un singolo della band statunitense Guns N' Roses pubblicato il 6 agosto 2021 con la Geffen Records. È il primo brano registrato con Duff McKagan e Slash dal 1994 quando la formazione originale registrò una cover di Sympathy for The Devil dei Rolling Stones per la colonna sonora del film Intervista col vampiro. Il singolo è una reinterpretazione di un brano nato durante le sessioni di registrazione dell'album Chinese Democracy dal titolo Silkworms, poi scartato dall'album e rielaborato dai membri originali dei Guns N' Roses.

## Significato
Il testo di “Absurd” è davvero assurdo, e non inquadra un racconto o un tema preciso. Si può considerare più che altro un vero e proprio sfogo verbale, farcito di parole pesanti e linguaggio sporco da vero rocker.

## Video
È stato pubblicato anche un video ufficiale del singolo.